# ジェットブルー航空387便
ジェットブルー航空387便（英語: JetBlue Flight 387）はアメリカ合衆国の格安航空会社ジェットブルー航空が運航している国際線で、米国フロリダ州ブロワード郡フォートローダーデール・ハリウッド国際空港からキューバのサンタ・クララにあるアベル・サンタマリア空港に向かう定期便である。
初運航は2016年8月31日に行われ、米国からキューバへの定期旅客便としては1961年以来の55年ぶりだった。その日、エアバスA320は現地時間の午前10時直前にフォートローダーデール・ハリウッド国際空港を発ち、現地時間約午前11時にサンタ・クララに着陸した。

## 重要性
2014年12月17日、米国大統領バラク・オバマとキューバ国家評議会議長ラウル・カストロはアメリカ合衆国とキューバの関係の変更を公表した。オバマは貿易と旅行に関する制裁がキューバに民主制をもたらすことに失敗したと宣告、ハバナの共産主義体制に政治変革をもたらすには孤立ではなく、経済と外交関係確立でなされるべきと述べた。このキューバの雪解けを背景として、米国とキューバは2015年12月に二国間の定期航空便の復活合意を締結、2016年2月に発効した。ジミー・カーター大統領は1977年にチャーター便を許可したが、手続きが煩雑であり、アメリカ合衆国運輸省はキューバの民営航空の管理局と交渉をはじめ、二国間の定期航空便を復活させることで米国人が旅行以外の目的でも簡単にキューバに向かえるようにした。